# 刘凯欣
刘凯欣（1956年5月—2015年12月9日），吉林榆树人。汉族。民进党员。曾任北京大学工学院力学与工程科学系教授、博士生导师，北京大学湍流与复杂系统国家重点实验室副主任，北京大学工学院航空航天研究所所长等职。长期从事冲击动力学领域的研究。

## 生平
1980年吉林工业大学本科毕业，1985年日本室兰工业大学硕士毕业，1988年日本大阪府立大学博士毕业，1989年大连理工大学土木水利博士后流动站博士后。1990年被破格晋升为大连理工大学工程力学研究所副研究员，1994年被破格晋升为研究员，博士生导师。1999年作为“引进人才”调入北京大学，被聘为教授，博士生导师。2001年获得国家杰出青年科学基金。
2008年，当选为第十一届全国人民代表大会天津地区代表。2013年，被选为第十二届全国人大代表。
2015年12月9日18时在北京佑安医院逝世，享年59岁。